# 小行星29562
小行星29562（29562 Danmacdonald）是一颗绕太阳运转的小行星，为主小行星带小行星。该小行星于1998年2月22日发现。

## 轨道参数
小行星29562的轨道半长轴为2.9896521 UA，离心率为0.046。